# Cieli azzurri/E invece niente
Cieli azzurri/E invece niente è un singolo del cantautore italiano Pupo, pubblicato dalla CGD nel 1983.
Entrambi i brani sono contenuti nell'omonimo album, uscito nello stesso anno.
Il brano Cieli azzurri, ispirato, a detta dello stesso Pupo, dalla vittoria dell'Italia ai Campionati del Mondo di Calcio di Spagna 1982, è stato presentato dall'artista al Festival di Sanremo 1983, classificandosi ultimo tra i 26 finalisti.

## Tracce
1. Cieli azzurri (S. Saturnini - E. Ghinazzi)
2. E invece niente (E. Ghinazzi - G. Tinti)